# 洪氏宗祠世德堂、太古堂
洪氏宗祠世德堂、太古堂位于中国安徽省黄山市歙县三阳镇中村（衔接于三阳村与叶村之间），时代为清，已列为歙县文物保护单位。

## 建筑
中村沿街有三座洪氏支祠（太古堂、世德堂、启佑堂），相邻并排而立，左右相通。其中太古堂、世德堂尚存，宏伟华丽，石雕精美。
太古堂始建于明天顺、成化年间，悬有匾额“状元及第”，为清末状元洪钧回乡祭祖时所悬。
世德堂建于明万历三十一年（1604年），五檐通天，悬有匾额“聿追来孝”，供奉新安洪氏始祖洪经纶和中村始迁祖洪度。后进寝殿已改成两层的苏式校舍。在此曾发生武林高手洪金霞的故事。
启佑堂原本同样也同样华丽，其后人大多迁居小岫村以后，损毁严重，现前进已毁，仅存后进寝堂。

## 保护
洪氏宗祠世德堂、太古堂已公布为歙县文物保护单位。